# スタートレック:フェイズII
『スタートレック:フェイズII』は『スタートレック』シリーズ最初の作品『宇宙大作戦』の直接的な続編として企画されたSFテレビドラマである。
脚本は12話目まで完成していたが、映画『スター・トレック』の公開のため企画は中止された。基本的にキャストは前作と同じだったが、副官スポック役のレナード・ニモイが舞台に出演中でブッキングできず、副官は新キャラクター、ゾーンとなった。なお本作では映画に登場する一部のクルーがレギュラーとして登場予定だった。

## 設定
後の映画同様、本作に登場するUSSエンタープライズも、TVシリーズのものを改装したという設定だった。一部では映画に登場する「改装型」に対し、本作に登場するUSSエンタープライズを「フェイズII型」と呼ぶことがある。映画に登場するUSSエンタープライズのモデルにもなった。
そのほか、ストーリーの主な設定は映画と類似している。これは映画『スター・トレック』が本作の脚本を元にしているためである。

## 登場人物
- ジェームズ・タイベリウス・カーク（ウィリアム・シャトナー） - 船長（大佐）。地球人男性。
- ウィラード・デッカー（スティーブン・コリンズ） - 副長（中佐）。地球人男性。
- ゾーン（デヴィット・ゴートレックス） - 科学主任（中佐）。バルカン人男性。
- レナード・マッコイ（ディフォレスト・ケリー） - 医療主任（中佐）。地球人男性。
- モンゴメリー・スコット（ジェームズ・ドゥーハン） - 機関主任（中佐）。地球人男性。
- ウフーラ（ニシェル・ニコルズ） - 通信士官（少佐）。地球人女性。
- ヒカル・スールー（ジョージ・タケイ） - 主任ナビゲーター（少佐）。地球人男性。
- パヴェル・チェコフ（ウォルター・ケーニッグ） - ナビゲーター（大尉）。地球人男性。
- アイリーア（パーシス・カンバッタ） - ナビゲーター（大尉）。デルタ人女性。
- クリスティン・チャペル（メイジェル・バレット） - 看護師。地球人女性。
- ジャニス・ランド（グレース・リー・ホイットニー） - 船長付き秘書。地球人女性。

なお、映画『スター・トレック』ではゴートレックスがステーション員としてカメオ出演している。

## 各話タイトル
| 題名                        | 邦訳題                         | 備考 |
| --------------------------- | ------------------------------ | --- |
| In Thy Image                | 汝の姿にて                     | 原案:アラン・ディーン・フォスター 撮影済み。2 時間のパイロットエピソード。 映画「スター・トレック」の脚本に流用された。 |
| Tomorrow and the Stars      | 未来と星々のために             | 脚本: ラリー・アレキサンダー                                                                                            |
| Cassandra                   | カサンドラ                     | 脚本: シオドア・スタージョン                                                                                            |
| Practice in Waking          | 覚醒手段                       | 脚本: リチャード・バック                                                                                                |
| Deadlock                    | 八方ふさがり                   | 脚本: デヴィッド・アンブローズ                                                                                          |
| Kitumba, Part1&2            | キトゥンバ、前後編             | 脚本: ジョン・メレディス・ルーカス                                                                                      |
| Savage Syndrome             | 野蛮症候群                     | 脚本: マーガレット・アーメン、アルフレッド・ハリス                                                                      |
| Are Unheard Memories Sweet? | 知らない記憶は蜜の味?          | 脚本: ワーリィ・ソーン                                                                                                  |
| Lord Bobby's Obsession      | ボビー卿の妄想                 | 脚本: シモン・ウィンセルバーグ                                                                                          |
| To Attain the All           | 全能に到達するため             | 脚本: ノーマン・スピンラッド                                                                                            |
| The War to End All Wars     | あらゆる戦争をなくすための戦争 | 脚本: アーサー・バーナード・ルイス                                                                                      |
| The Child                   | 光から生まれた生命             | 脚本: ジェイロン・サマーズ、ジョン・ポーヴィル 「新スタートレック」第 2 シーズンのエピソードに流用された。              |
| Devil's Due                 | 悪魔の契約                     | 脚本: ダグラス・ランスフォード 「新スタートレック」第 4 シーズンのエピソードに流用された。                              |